# الجبنة المشللة
الجبنة المشللة السورية، هي نوع من الجبن الخيطي نشأ في سوريا.  يمكن أن يؤكل ساده أو يخلط مع المعجنات. 
يتم خلط الجبن مع المحلب،  والذي غالبًا ما يتم مزجه مع حبة البركة،  واليانسون أو بذور الكراوية. يتم نقعها في محلول ملحي لعدة أسابيع قبل تجديلها. 
يوصف بأنه "جبنة بيضاء ناعمة وسلسة تشبه جبنة الموزاريلا "  وله عبق عطري من المحلب واليانسون"  وهي مصنوعة تقليديًا من حليب البقر، ولكن توجد أنواع تصنع من حليب الأغنام أو الماعز.  يمكن استخدامه كبديل للجبن المكسيكي Oaxaqueno . 

## تاريخ
يُعتقد أنه نشأ في أرمينيا باسم "مجدولة"، قبل نقله إلى حلب. 

## التوفر
يتم إنتاج الجبن المشلل في كندا من قبل Fromagerie Marie Kade في Boisbriand، كيبيك .  

## أنظر أيضا
- قائمة الجبن